# Cotta
Cotta är en stadsdel i västra Dresden i Sachsen, Tyskland. Bebyggelsen är präglad från Gründerzeit.